# Villiers-le-Bel
Villiers-le-Bel is een gemeente in het Franse departement Val-d'Oise (regio Île-de-France) en telt 26.145 inwoners (1999). De plaats maakt deel uit van het arrondissement Sarcelles.

## Geografie
De oppervlakte van Villiers-le-Bel bedraagt 7,3 km², de bevolkingsdichtheid is 3581,5 inwoners per km².
De onderstaande kaart toont de ligging van Villiers-le-Bel met de belangrijkste infrastructuur en aangrenzende gemeenten.

## Demografie
Onderstaande figuur toont het verloop van het inwonertal (bron: INSEE-tellingen).

## Rellen najaar 2007
Er ontstonden in het najaar van 2007 rellen in deze Parijse voorstad, na een aanrijding
van een politieauto en twee jongeren op bromfietsen welke hierbij om het leven kwamen.
Er wordt gesproken over stadsrellen van gewapende jongeren uit de voorsteden met jachtgeweren en conventionele wapens.

## Geboren
- Gustave Le Gray (1820-1884), fotograaf
- Mickaël Citony (1980), voetballer
- Nicolas Bazin (1983), wielrenner